# 姚家站 (大连市)
姚家站是大连地铁1号线的地铁站，位于中国辽宁省大连市甘井子区姚东路东侧，为1号线北端终点站，于2015年10月30日开通。

## 车站结构
姚家站平行于姚东路南北设置，为地下一层岛式站台车站，车站长185.6米，标准段宽20.5米，车站站厅设置于地面，地下一层为站台层，站台设置全高站台门。车站北侧设有两条出入段线，接入南关岭车辆段。
| 地面              | 出入口及站厅 | A出入口、客服中心、自动售票机、验票机                                                       |
| 地下一层          | 站台         | \| \| \| █ 1号线落客 \| \| 島式 · 開左邊车门 \| \| \| \| \| \| █ 1号线往河口（大连北站） \| |
|                   |              | █ 1号线落客                                                                                 |
| 島式 · 開左邊车门 |              |                                                                                             |
|                   |              | █ 1号线往河口（大连北站）                                                                   |

## 车站出口
姚家站共设2个出口，其中B出口暂停使用，目前仅开放1个出入口，各出口及周围设施如下所示：
| 出口编号            | 照片 | 出口指示 | 建议前往的目的地 |
| ------------------- | ---- | -------- | ---------------- |
| A · 出口 · （设有） |      | 姚东路   | 祥和花园         |
| B · 出口            |      | 姚东路   |                  |
| 图例： 设有         |      |          |                  |

## 接驳交通

### 公交车
- 祥和花园：1107路

## 车站历史
- 2012年11月4日，车站主体结构完工[2]。
- 2015年10月30日，车站随1号线一期通车开通[1]。